# 新山东海岸快速公路
新山东海岸快速公路或新山东海岸大道（联邦35号公路），是马来西亚柔佛州新山市的一条主要快速公路，无通行费，全长13.4（8.3英里）。该公路是除巴西古当快速公路和士乃—迪沙鲁大道之外通往巴西古当的另一条骨干道路。新山东海岸大道是新山都会区内，继巴西古当快速公路、第二通道高速公路（笨珍—新山线）和士乃—迪沙鲁大道之后，第四条东西向的高快速公路。